# Pinsà blau de Gran Canària
El pinsà blau de Gran Canària (Fringilla polatzeki) és una espècie d'au passeriforme de la família dels fringíl·lids endèmic de l'illa de Gran Canària.